# 大眠
《长眠不醒》是雷蒙·錢德勒1939年的小說，曾二度（1946年、1978年）被改編為電影。這是首本以菲力普·馬羅（Philip Marlowe）為主角的小說，並被認為是錢德勒最傑出的作品之一，並被認為是冷硬派（hard boiled）的偵探小說代表作品。故事劇情錯綜複雜，許多角色在不同的故事裡皆有聯繫。
2005年，它被時代雜誌评为百大英文小說之列。

## 改编
1946年电影
《夜長夢多》（The Big Sleep），由霍華德·霍克斯（Howard Hawks）導演，亨弗萊·鮑嘉（Humphrey Bogart）及洛琳·白考兒（Lauren Bacall）主演
1978年电影
Robert Mitchum主演